# Cabera juncta
Cabera juncta là một loài bướm đêm trong họ Geometridae.